# Thunderbird Field No. 1
Thunderbird Field est un aérodrome militaire situé à Glendale, en Arizona, utilisé pour l'entraînement des pilotes alliés pendant la Seconde Guerre mondiale. Créé en partie par l'acteur James Stewart, le terrain est devenu partie intégrante de l'établissement d'entraînement de la United States Army Air Forces juste avant l'entrée en guerre des États-Unis et a été renommé Thunderbird Field 1 après la création du Thunderbird Field 2 à proximité à Scottsdale, le 22 juin 1942. Thunderbird 1 est situé au sud-est de l'intersection de West Greenway Road et North 59th Avenue à Glendale, en Arizona.
Après la fin de la Seconde Guerre mondiale, la propriété a été vendue comme surplus à des fins éducatives, devenant finalement la Thunderbird School of Global Management, une école de commerce de troisième cycle. En novembre 2018, la propriété a été transférée à l'Arizona Christian University. L'ACU exploite désormais son université d'arts libéraux de premier cycle sur le site.
Le producteur de télévision Gerry Anderson nomme Thunderbird Field comme source d'inspiration pour le nom de l'émission de télévision Thunderbirds, car son frère, Lionel, y était autrefois en poste.

## Histoire
Thunderbird Field a débuté en 1939 en tant que projet collaboratif de l'agent et producteur hollywoodien Leland Hayward, de l'ancien pilote de l'Air Service John H. "Jack" Connelly et du photographe du magazine Life John Swope, fondateurs de Southwest Airways. Soutenue par des investisseurs parmi lesquels James Stewart,Hoagy Carmichael, Cary Grant, Henry Fonda, Robert Taylor et Margaret Sullavan, la construction du centre de formation des pilotes près de Glendale, en Arizona , commença le 2 janvier 1941 et fut achevée en trois mois.
Le site, 25 milles (40 km) du centre de Phoenix, a été aménagé par l'artiste Millard Sheets pour ressembler (vu du ciel) à une gravure d'un mythique oiseau-tonnerre anasazis. La tour de contrôle formait la queue emplumée de l'oiseau, les bâtiments administratifs et les casernes son corps, les hangars ses ailes et les jardins sa tête. L'installation était située à l'angle sud-est de ce qui est maintenant West Greenway Road et North 59th Avenue. Au sud-est, à côté de ses bâtiments d'un étage de couleur sauge, crème et terre cuite de conception type rancheria coloniale espagnole, se trouvait une zone de rampe carrée de 2 800 pieds carrés (260 m2) . De l'autre côté de West Greenway Road, au sud, se trouvait l'aérodrome lui-même, doté de trois pistes de terrains d'aviation de 3 500 pieds (1 067 m) .
L'entrepreneur Del Webb Construction a construit une caserne hexagonale, un bâtiment administratif, un réfectoire et quatre hangars sur le site, ainsi que des piscines jumelles. L'US Army Air Forces a signé un contrat avec Southwest Airways pour fournir des instructeurs et des installations pour une école de formation primaire pour ses cadets de l'aviation en mars 1941, en commençant par une classe de 59 candidats. Finalement, 10 000 pilotes de 30 pays se sont entraînés sur le terrain avant sa désactivation en juin 1945.
Un film hollywoodien de 1942 en Technicolor, Thunder Birds (réalisé par William Wellman ), a été tourné sur place au printemps 1942. Les prises de vue aériennes montrent clairement le design original du Thunderbird.
Quatre aérodromes satellites non pavés ont été exploités par Thunderbird Field entre 1942 et 1944 :
- Aérodrome auxiliaire Thunderbird #1 A-1 (33.64N 112.10W), au nord-est de West Bell Road et North 19th Avenue ;
- Aérodrome auxiliaire Thunderbird #1 A-2 (33.65N 112.24W), à Sun City, au nord-ouest de West Union Hills Road et de North 83rd Avenue ;
- Aérodrome auxiliaire Thunderbird #1 A-3 (33.58N 112.10W), à West Peoria Avenue et North 19th Avenue ;
- Aérodrome auxiliaire Thunderbird #1 A-4, à West Pinnacle Peak Road et North 43rd Avenue.

Southwest Airways agrandit le complexe d'entraînement avec la construction de deux autres aérodromes, Falcon Field à Mesa en septembre 1941 et Thunderbird Field 2 à Scottsdale en juin 1942.

## Après la Seconde Guerre mondiale
Après la fin de la Seconde Guerre mondiale, Thunderbird Field a été déclaré excédentaire par la War Assets Administration en 1946. La même année, Thunderbird a été acheté pour 1 $ auprès du gouvernement fédéral par le lieutenant-général Barton K. Yount, commandant à la retraite du commandement d'entraînement de l'armée de l'air. Il a créé l’Institut américain pour le commerce extérieur et en est devenu le premier président.
Les cours ont commencé sur le site au bout de quelques mois, mais l'aérodrome de Thunderbird a peut-être continué à fonctionner aux côtés de la nouvelle école pendant un certain temps. Thunderbird Field a apparemment été fermé (définitivement) à un moment donné au cours de l'année suivante.
Thunderbird Field a inspiré le nom de Thunderbirds, une émission de télévision britannique du milieu des années 1960 qui utilisait des marionnettes. Le frère aîné de Gerry Anderson, le créateur de la série, était en poste à la base et a écrit sur son expérience là-bas.

## Structures historiques
Aujourd'hui, l'emplacement de l'école est connu sous le nom d'Arizona Christian University. Le campus contient encore de nombreux bâtiments d'origine de l'aérodrome, notamment la tour de contrôle de l'aérodrome (qui a été restaurée), des casernes et un grand hangar pour avions.

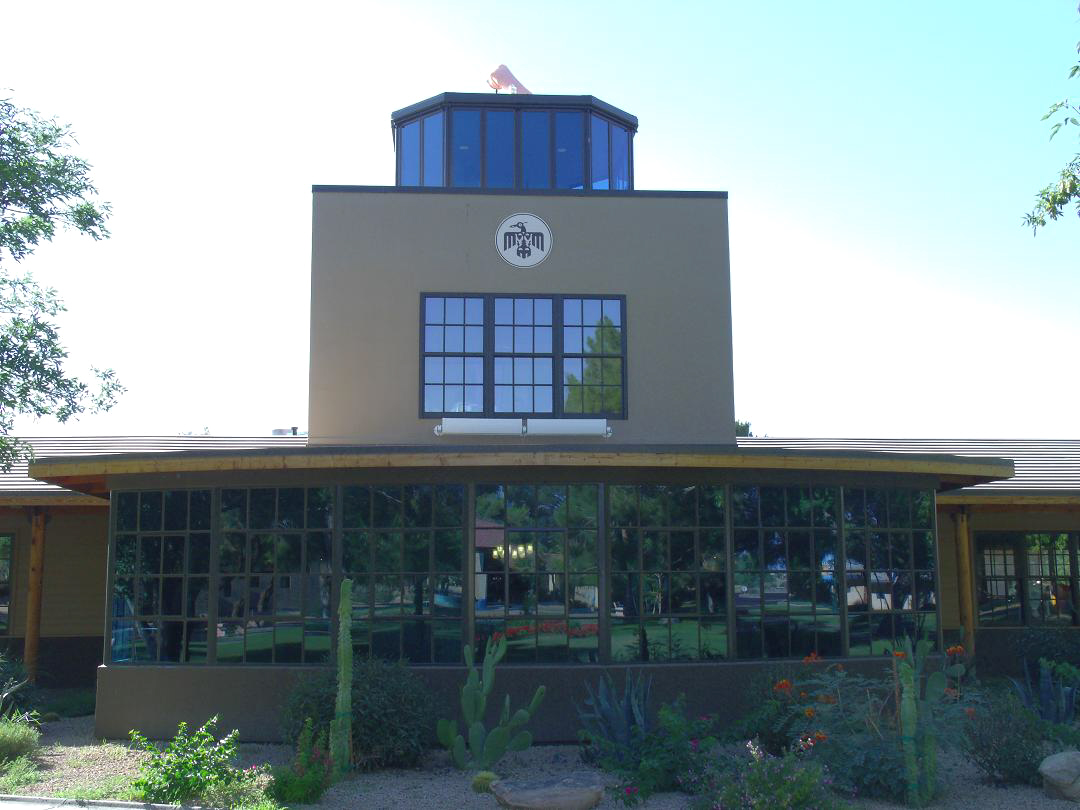
La tour de contrôle historique de Thunderbird a été construite en 1941 et a servi de tour de contrôle aérien et de quartiers des officiers pendant l'exploitation de l'aérodrome de l'armée Thunderbird 1, à Glendale.

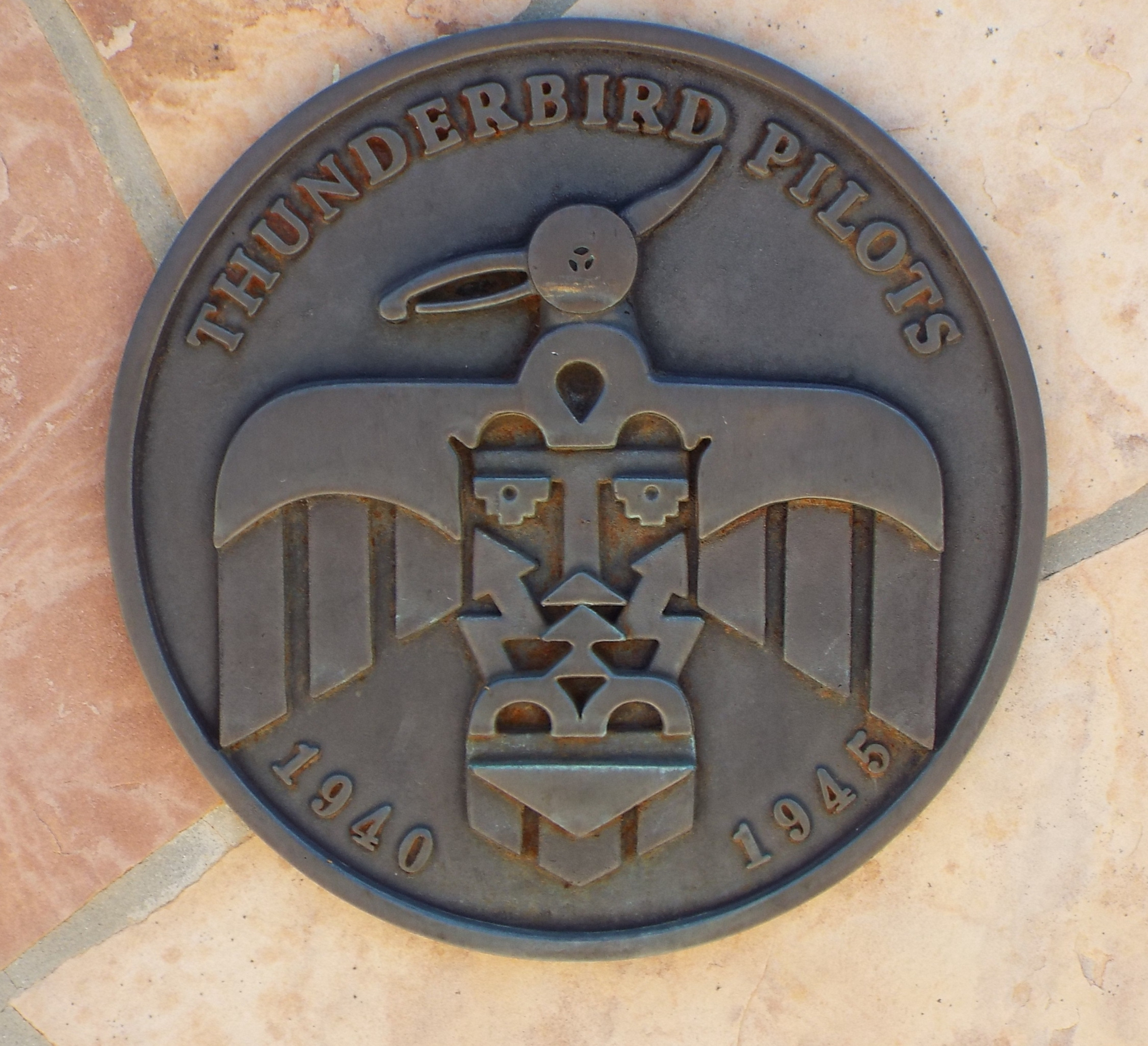
Mémorial dédié aux hommes qui s'y sont entraînés pendant la Seconde Guerre mondiale